# Episodi di Hafenpolizei (seconda stagione)
La seconda stagione della serie televisiva Hafenpolizei è stata trasmessa in anteprima in Germania dalla ARD tra il 5 ottobre 1964 e il 28 dicembre 1964.
| nº | Titolo originale                    | Titolo italiano | Prima TV Germania | Prima TV Italia |
| -- | ----------------------------------- | --------------- | ----------------- | --------------- |
| 1  | Die Polizei, dein Freund und Helfer | inedito         | 5 ottobre 1964    | inedito         |
| 2  | Der Betriebsausflug                 | inedito         | 12 ottobre 1964   | inedito         |
| 3  | Krumme Touren                       | inedito         | 19 ottobre 1964   | inedito         |
| 4  | Schmerzensgeld                      | inedito         | 26 ottobre 1964   | inedito         |
| 5  | Das Geheimversteck                  | inedito         | 2 novembre 1964   | inedito         |
| 6  | Quarantäne                          | inedito         | 9 novembre 1964   | inedito         |
| 7  | Die Dame aus Hongkong               | inedito         | 16 novembre 1964  | inedito         |
| 8  | Der Heuler                          | inedito         | 23 novembre 1964  | inedito         |
| 9  | Gefährliche Zuflucht                | inedito         | 30 novembre 1964  | inedito         |
| 10 | Reisebegleiterin gesucht            | inedito         | 7 dicembre 1964   | inedito         |
| 11 | Gefährliche Geschenke               | inedito         | 14 dicembre 1964  | inedito         |
| 12 | Der Nachtwächter                    | inedito         | 21 dicembre 1964  | inedito         |
| 13 | St. Pauli ohne Maske                | inedito         | 28 dicembre 1964  | inedito         |